# Mesoceros mesophoros
Mesoceros mesophoros är en bladmossart som beskrevs av Piippo. Mesoceros mesophoros ingår i släktet Mesoceros och familjen Notothyladaceae. Inga underarter finns listade i Catalogue of Life.